# Louden Up Now
Albums de !!!
!!!
(2001) Myth Takes
(2007)
Louden Up Now est le deuxième album du groupe de dance-punk américain !!!. Publié le 27 juillet 2004 sur le label Touch and Go Records aux États-Unis et sur le label Warp Records dans le reste du monde, l'album a été accueilli essentiellement par des critiques positives, AllMusic le saluant comme « un classique d'indie dance-rock/pop engagée moderne ». Louden Up Now voit le groupe poursuivre son mélange de rythmes dance funky avec des influences post-punk.
À l'origine, une édition de l'album comprenait un disque bonus contenant une version expurgée de l'album. La liste des pistes de l'édition LP est la même que celle de l'édition CD, à l'exception de la piste 10 qui est omise. La face A comprend les pistes 1 et 2, la face B les pistes 3 à 5, la face C les pistes 6 et 7 et la face D les pistes 8 et 9. Une version double CD a été publiée dans certains pays, comprenant 4 pistes supplémentaires sur un second disque. L'une des pistes était Sunday 5.17 AM, qui sera réenregistrée pour l'album Myth Takes sous le titre Yadnus.
Deux singles ont été extraits de l'album : Hello? Is This Thing On? et Pardon My Freedom, tandis que le single de 2003 Me and Giuliani Down by the Schoolyarda été inclus sur cette publication.

## Liste des pistes
| No  | Titre                                                  | Durée |
| --- | ------------------------------------------------------ | ----- |
| 1.  | When the Going Gets Tough, the Tough Get Karazzee      | 6:17  |
| 2.  | Pardon My Freedom                                      | 5:51  |
| 3.  | Dear Can                                               | 4:37  |
| 4.  | King's Weed                                            | 1:19  |
| 5.  | Hello? Is This Thing On?                               | 7:33  |
| 6.  | Shit Scheisse Merde, Pt. 1                             | 5:06  |
| 7.  | Shit Scheisse Merde, Pt. 2                             | 6:10  |
| 8.  | Me and Giuliani Down by the School Yard (A True Story) | 9:03  |
| 9.  | Theme from Space Island                                | 2:31  |
| 10. | Shit Scheisse Merde, Pt. 1 (Instrumental)              | 4:41  |

1. ↑  Uniquement la version CD

| 1. | Sunday 5:17 AM                                                              | 5:13 |
| 2. | Dear Can (Maurice Fulton Vocal Mix)                                         | 4:47 |
| 3. | When the Going Gets Tough, the Tough Gets Karazee (Serious Bonus Beats Mix) | 6:59 |
| 4. | Pardon My Freedom (Maurice Fulton Instr. Mix)                               | 5:55 |

## Personnel
- Mario Andreoni – guitare basse, guitare
- Justin Van Der Volgen – guitare basse
- Tyler Pope – boîte à rythmes, guitare basse, batterie, percussions, claviers, guitare
- John Pugh XI – batterie, chant, gong, percussions
- Gorman Dan – claviers, percussions, trompette
- Nic Offer – chant, claviers
- Allan Wilson – saxophone, claviers, percussions